# مايك فاليلي
مايك فاليلي (بالإنجليزية: Mike Vallely)‏ هو لاعب هوكي الجليد وممثل أمريكي، ولد في 29 يونيو 1970 في إديسون ‏ في الولايات المتحدة.

## أعمال

### أفلام
- (2009) صداع الكحول[6][7][8]

## وصلات خارجية
- مايك فاليلي على موقع CageMatch worker (الإنجليزية)

- الموقع الرسمي
- مايك فاليلي على موقع IMDb (الإنجليزية)
- مايك فاليلي على موقع ألو سيني (الفرنسية)
- مايك فاليلي على موقع ميوزك برينز (الإنجليزية)
- مايك فاليلي على موقع ديسكوغز (الإنجليزية)
- مايك فاليلي على موقع قاعدة بيانات الفيلم (الإنجليزية)